# Paraphamartania stukei
Paraphamartania stukei är en tvåvingeart som beskrevs av Geller-grimm 1997. Paraphamartania stukei ingår i släktet Paraphamartania och familjen rovflugor. Inga underarter finns listade i Catalogue of Life.